# 安德里埃維奇
50°44′6″N 27°53′26″E / 50.73500°N 27.89056°E
安德里埃維奇（烏克蘭語：Андрієвичі），是烏克蘭北部的村莊，隸屬日托米爾州的茲維亞赫爾區。該村面積3.92平方公里，海拔高度210米，2001年人口793，人口密度每平方公里202.3人。